# Social-démocratie
Ne doit pas être confondu avec Socialisme démocratique.
Le terme de social-démocratie désigne un courant politique et économique, apparu au XIXe siècle, qui tend à incorporer certains éléments du socialisme dans une démocratie libérale. L'expression recouvre à la fois la dénomination employée par divers partis socialistes, la forme d'organisation de ceux-ci, un courant idéologique et une pratique politique.
Historiquement, le nom de social-démocrate a été, et est toujours, utilisé par les partis socialistes de divers pays, notamment en Allemagne et en Scandinavie mais également dans des pays extra-européens. En France, l'appellation a été employée par François Hollande pour définir sa politique. Au Canada, particulièrement au Québec, le terme désigne les partis prônant l'État-providence et par le fait même une intervention plus forte du gouvernement. Le terme de social-démocratie a pu, dans l'histoire, désigner des courants aussi bien réformistes que révolutionnaires : avec le temps, le sens du mot a évolué, jusqu'à désigner aujourd'hui, de manière quasi exclusive, une forme réformiste et modérée du socialisme.
La social-démocratie européenne est, dans le dernier tiers du XIXe siècle, fortement influencée par le marxisme et se définit notamment par une alliance étroite avec le syndicalisme. Par la suite, divisés en tendances réformistes et révolutionnaires, les partis sociaux-démocrates, et plus largement la IIe Internationale, font l'objet d'une scission à la suite de la Première Guerre mondiale puis de la révolution d'Octobre : une partie des cadres et militants, tout en continuant à se réclamer du socialisme, crée des partis qui utilisent désormais l'appellation de communiste et intègre l'Internationale communiste après la création de celle-ci en 1919. Durant l'entre-deux-guerres, l'arrivée au pouvoir de partis sociaux-démocrates en Scandinavie accompagne l'évolution du terme de social-démocratie, rattaché désormais à une pratique politique modérée, à la protection sociale et à la recherche d'un consensus politique entre l'État, le patronat et les salariés. Après la Seconde Guerre mondiale, les partis sociaux-démocrates européens, membres de l'Internationale socialiste, renoncent définitivement aux références marxistes et aux aspirations révolutionnaires.
De nos jours, le terme de social-démocratie désigne un courant politique qui se déclare de centre gauche, réformiste tout en appliquant des idées libérales sur l'économie de marché[réf. nécessaire].

## Définitions
La distinction entre socialisme et social-démocratie n'est pas forcément aisée, le terme social-démocrate ayant été, dans certains pays européens, utilisé comme synonyme de socialiste, au sens de l'engagement politique. À l'origine, le terme social-démocratie désigne plus précisément un modèle d'organisation politique socialiste, apparu d'abord en Allemagne, qui repose sur un parti fortement structuré, ayant de nombreux adhérents et organisations affiliées, dont notamment des syndicats puissants et assurant au parti de solides assises. L'historien Michel Winock définit la social-démocratie, telle qu'elle apparaît avec le « modèle allemand », comme « une contre-société ouverte » fondée sur « un profond enracinement dans la classe laborieuse, lequel s'opère grâce à l'alliance, l'osmose ou simplement l'articulation entre parti et syndicat ».

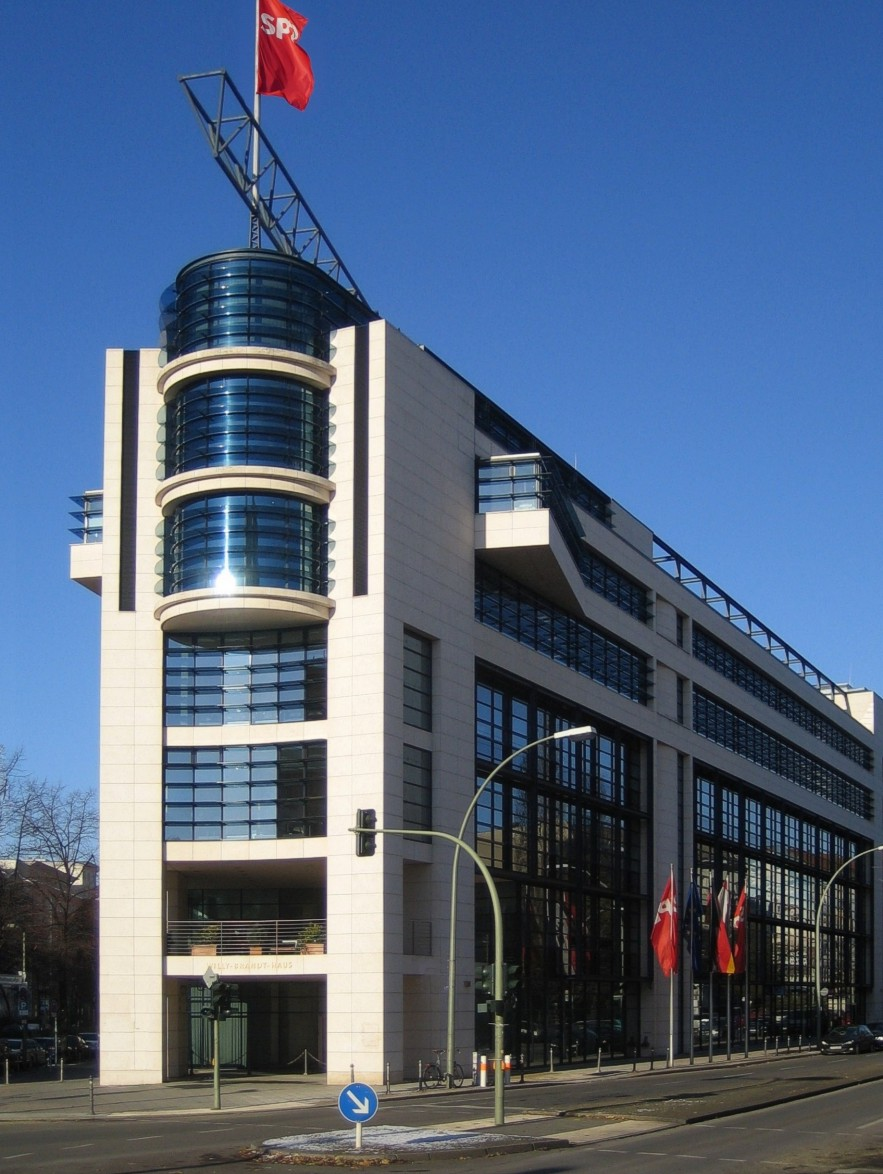
La Willy-Brandt-Haus à Berlin, siège contemporain du Parti social-démocrate d'Allemagne.

Avec le temps, le sens de social-démocratie évolue nettement et tend à désigner la stratégie politique de partis se réclamant du socialisme, mais convaincus que la suppression du capitalisme est impossible et qu'il convient simplement de lui apporter des correctifs sociaux, dans un contexte d'économie mixte : dans cette optique, une distinction s'établirait avec les socialistes qui, même réformistes, demeureraient attachés à la notion de rupture avec le capitalisme et l'ordre établi, et garderaient à l'esprit le but d'une société d'où serait bannie l'exploitation et qui serait fondée sur la propriété sociale des moyens de production et d'échange,. Cette évolution sémantique en vient à donner au mot, dans certaines langues et notamment en français, une charge parfois négative, étant assimilée, de manière polémique, à une forme « molle » de réformisme qui perdrait de vue les objectifs du socialisme,. En Europe du Nord, et notamment en Suède, le terme « social-démocratie » désigne la mise sur pied et le maintien d'un système d'État-providence et de solidarité entre les classes sociales ; la social-démocratie du « modèle scandinave » a vocation à s'appuyer économiquement sur un capitalisme entreprenant tout en assurant un système de protection sociale. Jacques Delors définit la social-démocratie au sens contemporain du terme, en tant que système politique, comme un double compromis entre l'État et le marché d'une part et entre le patronat et les syndicats d'autre part.
L'abandon progressif par la gauche modérée européenne des objectifs révolutionnaires, puis des références marxistes, a abouti à un progrès des conceptions attachées à la notion de social-démocratie, voire à faire parfois désigner l'ensemble des partis de centre-gauche du continent européen convertis au libéralisme économique et à l'économie de marché sous le vocable social-démocrate. La fin de la concurrence des partis communistes a accéléré le recentrage politique de la majorité des partis socialistes européens, au point de faire revendiquer l'identité social-démocrate, au sens de gauche réformiste, par les partis n'utilisant pas cette dénomination. Pierre Mauroy, alors premier secrétaire du Parti socialiste français, déclare en 1991 : « Le Parti socialiste peut être pleinement lui-même, c'est-à-dire social-démocrate. […] Nous l'étions depuis toujours, mais sous la pression d'un fort Parti communiste, nous ne pouvions pas l'être complètement. »
La social-démocratie se confond aujourd'hui avec la notion, plus large, de socialisme démocratique, au sens de socialisme attaché à une pratique démocratique de l'État et opposé aux conceptions socialistes autoritaires,. Dans les pays européens, y compris la France, le terme socialisme se rapproche aujourd'hui davantage du concept de social-démocratie au sens contemporain du terme que de celui de communisme qui s'en réclame également,. En 1999, Lionel Jospin, alors Premier ministre de la France, définit la social-démocratie — terme qu'il emploie pour désigner le « socialisme moderne » dans son ensemble — comme étant, non plus un « système », mais « une inspiration, une façon d'agir, une référence constante à des valeurs démocratiques et sociales » et « une façon de réguler la société et de mettre l'économie de marché au service des hommes ».

## Histoire

### Origines

#### Naissance

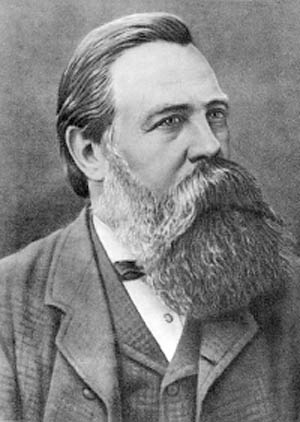
Friedrich Engels.

La social-démocratie trouve ses origines dans les révolutions européennes de 1848, qui mettent le socialisme sur le devant de la scène politique. Le premier mouvement social-démocrate à proprement parler est constitué en France par la Montagne, le groupe des républicains « démocrates-socialistes ». Karl Marx décrit ainsi le contexte de l'époque dans son ouvrage Le 18 Brumaire de Louis Bonaparte (publié en 1852) : « une coalition entre petits-bourgeois et ouvriers […] enleva aux revendications sociales du prolétariat leur pointe révolutionnaire et […] leur donna une tournure démocratique. On enleva aux revendications démocratiques de la petite-bourgeoisie leur forme purement politique et on fit ressortir leur pointe socialiste. C’est ainsi que fut créée la social-démocratie. » À cette époque, le terme social-démocrate apparaît pour désigner ceux qui ajoutent à la revendication de la démocratie politique — soit l'instauration du suffrage universel — la revendication « sociale » — soit l'amélioration de la condition de la classe ouvrière.
Durant les décennies suivantes, le mouvement socialiste, réprimé en Europe continentale après la fin du Printemps des peuples, se reconstitue progressivement, mais demeure marqué par les querelles entre les partisans de Karl Marx et Friedrich Engels et ceux de Pierre-Joseph Proudhon. Au Royaume-Uni, le socialisme s'exprime notamment à travers le chartisme, puis évolue sans subir de manière trop prégnante les influences de Marx : les revendications sociales des Britanniques s'expriment souvent à travers un important mouvement syndical, qui se fédère à partir de 1868 au sein du Trades Union Congress et évolue vers un réformisme partisan de la paix sociale.

#### La social-démocratie germanique et nordique

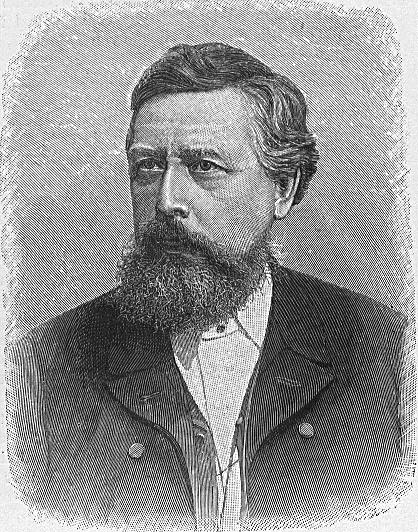
Wilhelm Liebknecht.

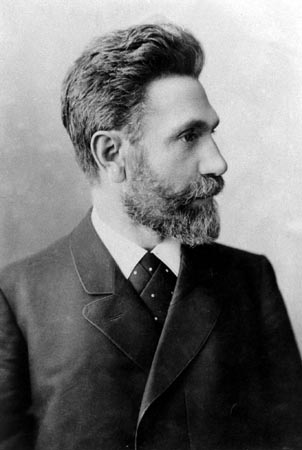
August Bebel.

Le terme de social-démocratie devient, dans le dernier tiers du XIXe siècle, l'appellation majoritairement utilisée par les partis socialistes qui se constituent en Allemagne, en Autriche et en Europe du Nord. Le premier parti socialiste allemand, l'Association générale des travailleurs allemands (ADAV), est fondé en 1863 par Ferdinand Lassalle. Ce dernier se déclare en faveur d'un socialisme d'État réalisé, non par le biais d'une révolution violente, mais en coopération avec les autorités, en l'occurrence le gouvernement de Bismarck : l'État doit pour Lassalle être avant tout, non un instrument de la domination de classe, mais un outil de justice sociale. La mort prématurée de Lassalle porte un coup très dur à son parti, mais le mouvement socialiste allemand continue de se développer : à la fin des années 1860, August Bebel et Wilhelm Liebknecht cherchent à construire un « grand parti ouvrier révolutionnaire » dont la Fédération des Associations ouvrières allemandes constituerait le noyau. Pour ce faire, ils s'emploient à constituer des coopératives syndicales internationalistes, indépendantes du Parti populaire mais orientées dans l'esprit de l'Internationale. En août 1869, lors du congrès de la Fédération à Eisenach, le Parti social-démocrate des travailleurs (Sozialdemokratische Arbeiterpartei, SDAP, également traduit par Parti travailliste social-démocrate) est créé.
En 1875, les mouvements socialistes allemands, objets de diverses poursuites de la part des autorités de l'Empire allemand, fusionnent lors d'un congrès à Gotha. Le programme adopté lors de l'absorption de l'ADAV par le SDAP est un texte de compromis d'inspiration marxiste, mais faisant une large place aux idées lassalliennes. Marx et Engels se montrent mécontents de ce programme, qui leur paraît opportuniste et antiscientifique, sans rompre pour autant avec le parti social-démocrate. Marx rédige à cette occasion la Critique du programme de Gotha, texte connu à l'époque de quelques initiés seulement et dans lequel il dénonce les idées lassalliennes et affine la notion de dictature révolutionnaire du prolétariat. En 1878, Bismarck fait voter une loi d'exception contre les sociaux-démocrates, qui restreint leurs activités sans leur interdire de faire élire des députés au Reichstag et d'y siéger. Après la fin de cette législation et le départ de Bismarck en 1890, les syndicats se développent en Allemagne ; le parti allemand, qui prend en 1890 son nom définitif de Parti social-démocrate d'Allemagne (Sozialdemokratische Partei Deutschlands, SPD), apparaît bientôt comme le modèle des autres partis européens. La social-démocratie se définit alors comme une alliance étroite formée par le parti politique socialiste et les syndicats — les dirigeants syndicaux étant souvent des élus du parti — pour constituer une expression politique du mouvement ouvrier, uni pour obtenir la réorganisation de la société dans un but de justice sociale. La social-démocratie allemande se caractérise par la constitution d'un vaste réseau d'organisations parallèles — coopératives de consommation, sociétés d'éducation… — qui font bientôt figure de « contre-société » ouvrière dans l'Empire allemand. Employant de nombreux permanents, la social-démocratie allemande finit cependant par fonctionner, sur le plan interne, d'une manière assez éloignée des règles de la démocratie, du fait du développement d'une importante bureaucratie. La social-démocratie allemande, pénétrée à ses débuts par les influences de Lassalle comme par celles de Marx, voit l'école de pensée révolutionnaire du marxisme gagner progressivement du terrain jusqu'à devenir sa doctrine officielle ; Engels assure, après la mort de Marx en 1883 et jusqu'à son propre décès en 1895, une protection paternelle et intellectuelle aux socialistes allemands. Le SPD réalise des progrès électoraux constants : en 1912, le parti compte plus d'un million d'adhérents et devient le premier parti du Reichstag, avec 35 % des suffrages et 110 députés,.

### Au tournant duxxesiècle: la social-démocratie entre réforme et révolution

#### La querelle réformiste en Allemagne

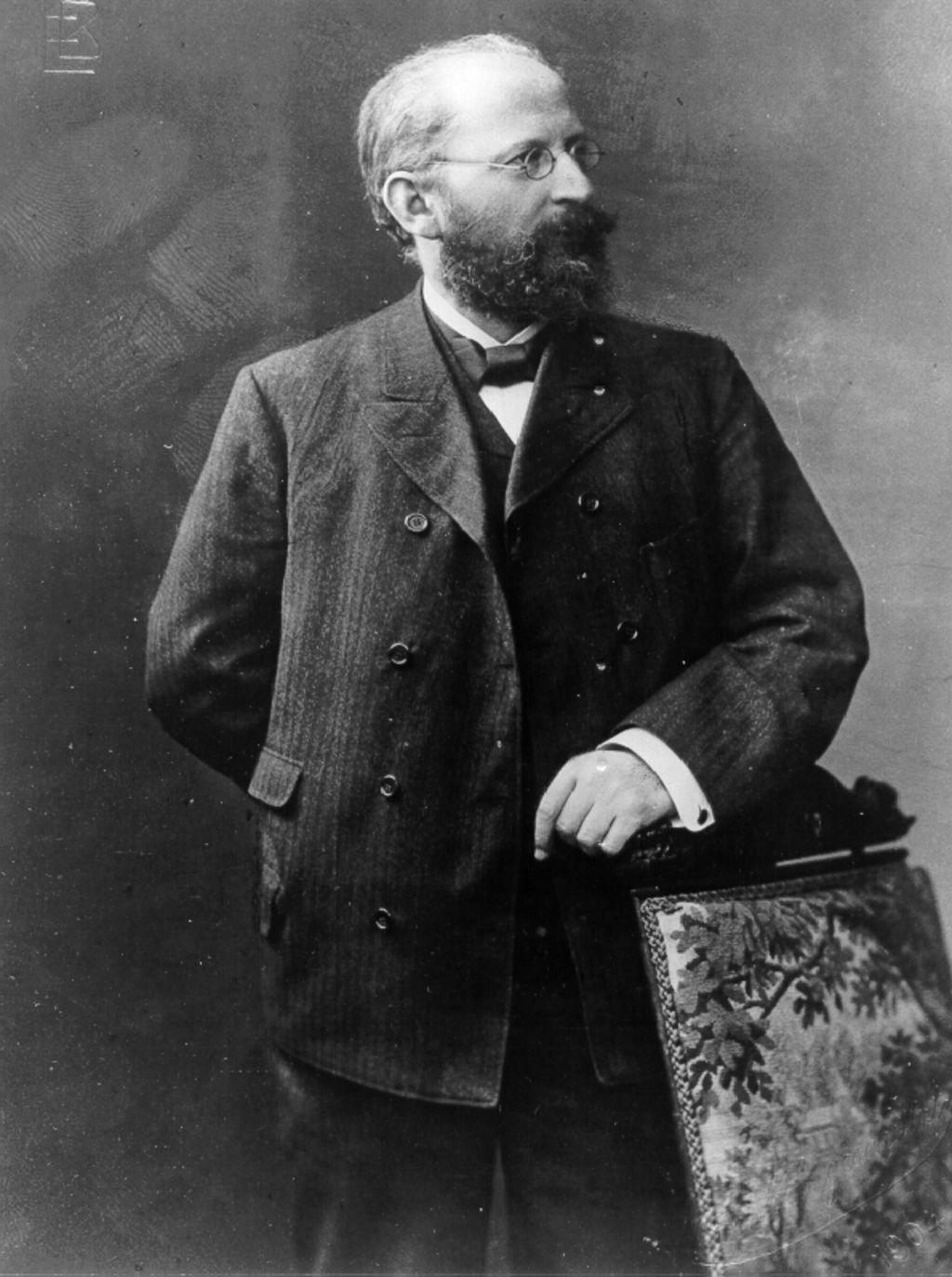
Eduard Bernstein.

Divers partis directement inspirés du modèle allemand apparaissent en Europe durant le dernier quart du vingtième siècle, utilisant ou non l'appellation social-démocrate mais s'employant à reproduire une organisation comparable. L'implantation de la social-démocratie dans le paysage politique allemand a cependant des conséquences importantes pour l'avenir du mouvement socialiste : un décalage se fait jour entre un discours toujours officiellement révolutionnaire et, dans les faits, une pratique politique de plus en plus réformiste.
La problématique de l'identité socialiste est ouvertement débattue dès la fin du XIXe siècle : Eduard Bernstein, exécuteur testamentaire d'Engels, tente de mettre en accord la théorie et la pratique de la social-démocratie. Constatant que, contrairement aux prédictions de Marx, le capitalisme ne s'est pas effondré et tend même au contraire à se consolider, Bernstein publie entre 1896 et 1898, dans la revue Die Neue Zeit, une série d'articles défendant la thèse selon laquelle la transformation socialiste de la société devient possible par le parachèvement et l'élargissement des institutions politiques et économiques existantes. L'État, en se démocratisant et en adoptant le suffrage universel, devient l'instrument de la démocratisation : il n'est donc plus à conquérir, mais à « libérer » de son contenu de classe. Pour Bernstein, la social-démocratie doit cesser de se penser comme le parti du prolétariat pour devenir un vaste parti populaire et démocratique englobant les classes moyennes et, au lieu de préconiser la révolution, proposer simplement des réformes visant à une plus grande justice sociale. Ces thèses sont vivement combattues par les marxistes orthodoxes comme August Bebel et Karl Kautsky. Bebel déclare alors : « Je ne tolérerai pas qu'on brise la colonne vertébrale de la social-démocratie, qu'on remplace son principe : la lutte de classe contre les classes possédantes et contre le pouvoir d'État, par une tactique boiteuse et par la poursuite exclusive de buts soi-disant pratiques. » Rosa Luxemburg consacre par la suite un ouvrage, Réforme sociale ou révolution ?, à combattre ce courant. La tendance de Bernstein est mise en minorité en 1899 ; néanmoins, il n'est pas exclu du parti et continue d'y jouer un rôle important. Malgré cette défaite, les réformistes ont posé les jalons de ce que devient ensuite, à partir du XXe siècle, le courant social-démocrate. En outre, si la ligne de Karl Kautsky, qui prône le maintien de la ligne « révolutionnaire », a triomphé, elle se montre nuancée quant au concept de révolution : Kautsky entend en effet par là un changement radical de la société, mais de manière non violente, par le biais de la majorité,.

#### Les familles sociales-démocrates dans le reste de l'Europe
La social-démocratie de type allemand s'implante tout particulièrement en Autriche-Hongrie et en Scandinavie. Le Parti social-démocrate d'Autriche (SPÖ) se distingue par la vitalité de sa réflexion sur la théorie marxiste, donnant naissance au courant connu sous le nom d'austromarxisme, qui se distingue par une réhabilitation de l'idée de nation. Comme dans le cas de la social-démocratie allemande, la Suède se signale par une forte complémentarité, voire une osmose, entre le Parti social-démocrate suédois des travailleurs et la Confédération des syndicats suédois. Cependant, dès sa création, le mouvement social-démocrate suédois s'écarte de la tradition marxiste en rejetant toute idée de révolution violente : si la référence marxiste est présente, elle demeure ensuite lettre morte.
Au Royaume-Uni, où le marxisme ne s'est jamais implanté durablement, le mouvement ouvrier, fédéré à partir de 1868 au sein du Trades Union Congress, évolue rapidement vers un réformisme partisan de la paix sociale. Si le mouvement socialiste britannique a en commun avec la social-démocratie allemande le fait de reposer sur un mouvement ouvrier unifié par l'alliance parti-syndicats, il se distingue également par l'antériorité des syndicats sur le parti. La base du Parti travailliste, fondé en 1900 par les syndicats qui souhaitaient disposer d'une représentation au parlement, est alors avant tout le fait des appareils syndicaux : or, ceux-ci encadrent une population ouvrière qui, dans sa grande majorité, n'adhère pas au socialisme révolutionnaire. Cette dernière tendance reste donc marginale au sein du Labour.
La naissance d'un parti social-démocrate dans le régime autocratique de l'Empire russe se fait dans des conditions très différentes du reste de l'Europe : le Parti ouvrier social-démocrate de Russie (POSDR) est en effet aussitôt réduit à la clandestinité ou, pour une grande partie de ses membres, à l'exil. Les sociaux-démocrates russes, confrontés à un pouvoir politique répressif, demeurent donc dans une optique révolutionnaire. Les conditions particulières dans lesquelles existe ce parti s'accompagnent rapidement d'une scission de fait : les bolcheviks, partisans de Vladimir Oulianov, dit « Lénine », s'opposent aux mencheviks, regroupés notamment autour de Julius Martov. Les sociaux-démocrates russes sont légalisés après la révolution de 1905, qui amène une relative libéralisation en Russie ; bolcheviks comme mencheviks n'en perdent cependant pas de vue leur objectif révolutionnaire. Les divisions au sein du POSDR demeurent cependant incessantes.
L'évolution de la social-démocratie allemande vers le réformisme se poursuit dans les faits au début du XXe siècle : à la veille de la Première Guerre mondiale, le SPD n'a plus rien dans les faits du parti révolutionnaire des débuts, son leader Friedrich Ebert adoptant des positions pragmatiques et modérées, peu empreintes d'idéologie. Une tendance d'extrême gauche, menée notamment par Rosa Luxemburg, Clara Zetkin et Karl Liebknecht (fils de Wilhelm), se développe cependant au sein du SPD et prône la fin de la dichotomie entre discours révolutionnaire et pratique réformiste, et l'usage de la « grève de masse » comme outil politique.

### Rupture avec l'aile révolutionnaire

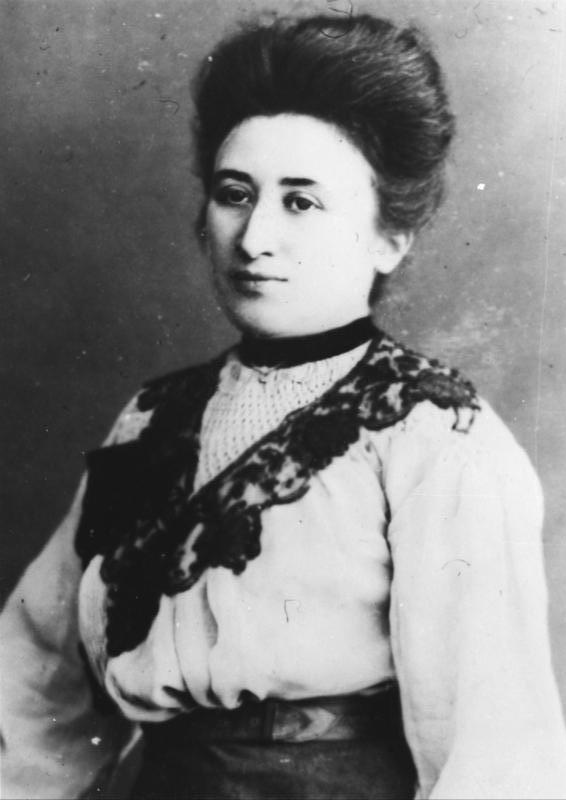
Rosa Luxemburg.

La social-démocratie européenne, et plus largement le mouvement socialiste, politiquement de plus en plus recentré au début du XXe siècle, se divise profondément durant la Première Guerre mondiale. Les partis socialistes se rangent dans leur majorité à la politique d'Union sacrée, soutenant l'engagement guerrier de leurs gouvernements respectifs, voire participant au pouvoir dans ce contexte. Les socialistes et sociaux-démocrates pacifistes sont minoritaires ; une autre tendance, représentée notamment par Lénine, prône un « défaitisme révolutionnaire » qui conduirait les partis socialistes à souhaiter la défaite de leur propre gouvernement, le conflit étant l'occasion d'amener à la révolution prolétarienne. Si la ligne de Lénine demeure minoritaire, l'opposition à la guerre gagne du terrain à mesure que dure un conflit particulièrement meurtrier : les sociaux-démocrates allemands se divisent et les pacifistes, exclus, fondent le Parti social-démocrate indépendant d'Allemagne (USPD) au sein duquel l'extrême-gauche constitue une tendance autonome, la Ligue Spartacus (en allemand Spartakusbund, également traduit en français par Ligue spartakiste),,.
La chute de l'Empire russe en 1917 lors de la révolution de Février bouleverse la situation politique européenne. Les bolcheviks prennent ensuite le pouvoir en Russie lors de la révolution d'Octobre et se rebaptisent en 1919 du nom de Parti communiste, afin d'affirmer leur identité révolutionnaire et de se distinguer des autres partis socialistes compromis durant la guerre,. La révolution bolchevique divise profondément le mouvement socialiste européen, certains socialistes et sociaux-démocrates s'enthousiasmant, d'autres la rejetant devant les violences et la guerre civile qui se développent en Russie. La Finlande, tout juste indépendante, connaît dans le courant de l'année 1918 sa propre guerre civile : une partie des militants du Parti social-démocrate de Finlande, situé dans son ensemble nettement plus à gauche que le reste de la social-démocratie nordique, constitue des gardes rouges et affronte les gardes civiques fidèles au Sénat conservateur. Les sociaux-démocrates révolutionnaires sont battus et, une fois réfugiés sur le sol russe, y constituent le Parti communiste de Finlande.
En Allemagne, l'Empire tombe lors de la révolution de novembre : le SPD, qui souhaite éviter une situation révolutionnaire du type russe, canalise avec succès la révolution, Friedrich Ebert, devenu chef du gouvernement, s'employant à favoriser une transition démocratique. Les spartakistes, qui appellent à une révolution radicale et à la mise en place d'une « République des conseils », sont désavoués par les conseils ouvriers constitués durant la révolution, qui suivent dans leur majorité la ligne du SPD. L'extrême-gauche constitue alors le Parti communiste d'Allemagne qui, malgré les conseils de prudence de Rosa Luxemburg, appelle au boycott des élections. En janvier 1919, Karl Liebknecht croit que la révolution est possible à Berlin ; les communistes s'engagent alors dans une révolte ouverte, que le gouvernement SPD écrase avec l'aide des corps francs. D'autres tentatives révolutionnaires sont réprimées en Allemagne dans le courant de 1918. La fin sanglante des spartakistes — Rosa Luxemburg et Karl Liebknecht, notamment, sont assassinés par des militaires — scinde de manière irrémédiable la mouvance socialiste allemande, la social-démocratie, toujours officiellement marxiste mais ayant dans les faits rejeté la révolution, étant désormais concurrencée sur sa gauche par un fort Parti communiste,. En Hongrie, le Parti social-démocrate de Hongrie s'allie en 1919 avec les communistes pour animer l'éphémère régime de la République des conseils de Hongrie. En mars 1919, les bolcheviks fondent à Moscou l'Internationale communiste et appellent les révolutionnaires à la rejoindre : des partis socialistes scissionnent dans l'Europe entière, les communistes étant désormais concurrents des socialistes et sociaux-démocrates. En 1919, le Parti travailliste norvégien adhère directement à l'Internationale communiste mais s'en sépare ensuite rapidement, scissionnant à son tour.

### Entre-deux-guerres
Face à la concurrence dans leurs pays des partis communistes et au défi politique que posent, à l'échelle mondiale, la révolution russe et la constitution de l'URSS en tant que « société socialiste », les partis sociaux-démocrates et socialistes modérés doivent, durant l'entre-deux-guerres, repenser leur identité politique et leurs moyens d'action. Otto Bauer, leader et théoricien du SPÖ, condamne fermement la pratique de la violence par les bolcheviks et juge que le parti doit donc attendre d'avoir conquis la majorité pour mettre en œuvre son programme de transformation radicale et, en attendant, proportionner ses objectifs au rapport de force politique. Le parti autrichien reste cependant attaché à son héritage austromarxiste : Karl Renner, partisan d'un réformisme inspiré d'Eduard Bernstein, doit céder la tête du parti à Bauer, demeuré « antirévisionniste ».
Les partis sociaux-démocrates et socialistes tendent néanmoins, dans l'Europe entière, à évoluer vers des pratiques et des conceptions réformistes modérées, ce qui constitue une victoire différée des thèses de Bernstein. En Scandinavie, notamment, les partis sociaux-démocrates acquièrent bientôt une situation électorale prépondérante — voire, en Suède, de quasi-monopole — qui leur permet de transformer assez profondément les sociétés de leurs pays pour leur donner un caractère plus égalitaire et assurant une meilleure répartition des richesses. En Italie, Giacomo Matteotti voit dans l'entrée des masses en politique, grâce au feu vert à la loi électorale proportionnelle, la possibilité concrète d'élargir la base sociale d'un État encore inféodé à une classe dirigeante très limitée : il le fait en visant les autonomies communales, mais aussi avec une conscience très précise de la rigueur économique comptable et des garanties constitutionnelles de liberté.
La montée du nazisme constitue cependant un échec grave pour les socialistes européens, l'Internationale ouvrière socialiste, qui les fédère depuis 1923, se montrant incapable de définir une ligne commune : le SPD allemand, impuissant, est dissous après l'arrivée de Hitler au pouvoir ; les sociaux-démocrates autrichiens sont partisans de la fermeté mais sont dissous par le gouvernement de droite en 1934, tandis que les Scandinaves tentent de préserver leur neutralité,.
Arrivés au pouvoir en 1932, les sociaux-démocrates suédois y demeurent quasiment sans interruption jusqu'en 1976 : comme en Allemagne, l'alliance entre parti et syndicats est particulièrement forte, 90 % des travailleurs suédois étant par ailleurs syndiqués à la Confédération des syndicats suédois. La Suède met progressivement en place un système d'État-providence sans équivalent en Europe. De vastes réformes sociales sont appliquées, l'État appliquant une politique fortement interventionniste pour assurer la redistribution des richesses, l'instruction et l'habitat. L'économie de marché et la propriété privée sont cependant maintenus : la Suède s'appuie en effet sur un capitalisme performant et dissocie le socialisme de la socialisation des moyens de production, alliant politique sociale et efficacité économique. L'expérience suédoise constitue l'exemple le plus achevé du « modèle scandinave » social-démocrate, conçu comme une recherche de l'harmonie sociale et du consensus, éloignée de toute aspiration révolutionnaire. En Norvège, les travaillistes accèdent au pouvoir en 1935, ce qui accélère leur conversion au réformisme : une charte est signée entre syndicats et patronat pour établir une procédure de règlement dans les conflits du travail et la Norvège entreprend de bâtir son propre État-providence. Au Danemark, les sociaux-démocrates suivent la même voie, mais sans avoir la majorité absolue, et connaissent des oppositions de la part des syndicats,,.

### Après-guerre

#### Période de la guerre froide

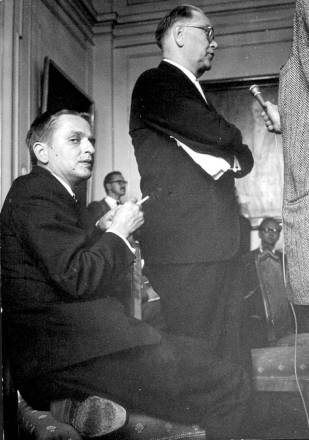
Tage Erlander (debout), chef du gouvernement suédois de 1946 à 1969, en compagnie de son successeur Olof Palme, lui-même chef du gouvernement de 1969 à 1976 puis de 1982 à 1986.

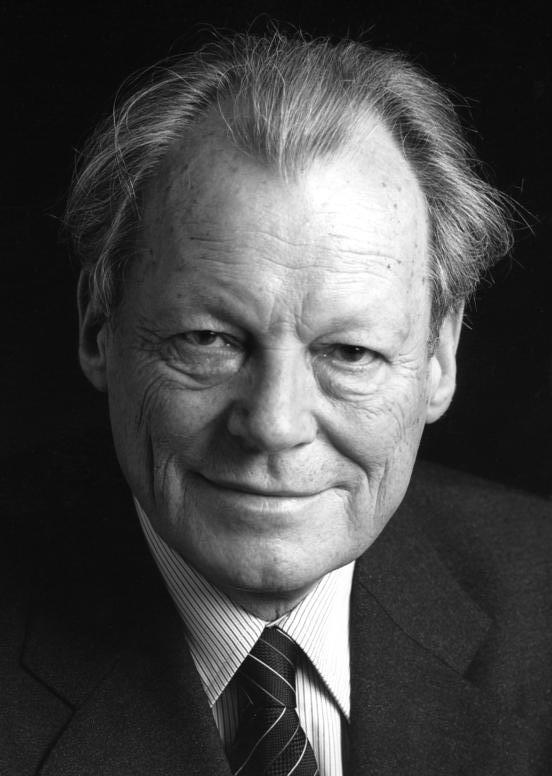
Willy Brandt, chancelier de l'Allemagne de l'Ouest de 1969 à 1973 et président de l'Internationale socialiste de 1976 à 1992.

Après la Seconde Guerre mondiale, l'abandon de la posture révolutionnaire se poursuit chez les socialistes européens : leur électorat tend avec le temps à s'élargir de plus en plus aux classes moyennes et à devenir de moins en moins ouvrier, bien que les salariés y conservent une part importante. Kurt Schumacher, leader du SPD reconstitué après la chute du nazisme, plaide pour un « socialisme antitotalitaire » alors que l'Armée rouge impose des dictatures dites « démocraties populaires » en Europe de l'Est : il parvient en 1947 à obtenir la réadmission de son parti au sein de la famille des partis socialistes européens. Dès sa fondation en 1951, l'Internationale socialiste se positionne fortement contre la conception du « socialisme » au sein des régimes communistes du bloc de l'Est et, dans le contexte de la guerre froide, se positionne clairement en faveur de l'alliance avec les États-Unis. L'adoption de la ligne du socialisme démocratique s'accélère, dans le contexte de la guerre froide, parmi les partis socialistes européens. Les sociaux-démocrates, malgré leurs nuances idéologiques selon les pays (les Suédois se situant plus à gauche que la moyenne), adoptent tous une ligne réformiste n'ambitionnant plus de dépasser le capitalisme mais au contraire d'en corriger les inégalités par un ensemble de politiques sociales. Lors de son congrès extraordinaire de 1959, le Parti social-démocrate d'Allemagne met un terme à toute référence au marxisme et à la lutte des classes, entérinant officiellement la ligne intégralement réformiste suivie dans les faits par le SPD depuis 1945. Le keynésianisme et les principes de l'économie mixte constituent désormais la ligne de l'ensemble des partis sociaux-démocrates en matière économique,.
Au Royaume-Uni, la gauche du Parti travailliste refuse de transiger sur la clause IV du programme du parti qui prévoit la propriété collective des moyens de production : les travaillistes britanniques adoptent néanmoins en 1960 le principe d'une extension de la propriété publique, non pas systématique, mais au cas par cas et selon les circonstances. Cette nouvelle position du Labour se traduit dans les faits par la politique modérée suivie par Harold Wilson après le retour au pouvoir du Labour en 1964 : tout en renationalisant la sidérurgie, le Premier ministre travailliste consacre l'essentiel de son action à la modernisation de la société britannique.

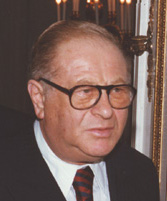
Bruno Kreisky, chancelier fédéral autrichien de 1970 à 1983.

En Allemagne de l'Ouest, le SPD suit une politique pragmatique et modérée, l'aile conduite par Helmut Schmidt favorisant la croissance en matière d'orientations économiques ; les orientations adoptées en 1975 définissent les valeurs du socialisme démocratique sur trois faveurs principales : la liberté, définie comme la possibilité de poursuivre ses propres objectifs et de s'épanouir, la justice, entendue comme égalité des droits, et la solidarité. Le socialisme est néanmoins défini comme une « tâche inachevable », ce qui permet de concilier la visée d'un objectif spécifique et une approche réformiste. Le SPD rejette, en matière économique, à la fois le libéralisme intégral et l'économie planifiée, et préconise la cogestion paritaire et la participation des salariés au capital des entreprises. Willy Brandt, chancelier de la RFA à partir de 1969, s'attache à l'échelle internationale à la recherche de la paix et, dans le cadre de la détente, suit la ligne de l'ostpolitik qui consiste à pacifier et à normaliser les rapports avec le bloc de l'Est et la RDA en particulier.
En Italie, après-guerre, le PSI s'allie avec le PCI, ce qui provoque une scission : les « sociaux-démocrates » hostiles à cette alliance, conduits par Giuseppe Saragat, créent le Parti social-démocrate italien (PSDI). Dans les années qui suivent, le PSI est cependant très divisé entre partisans du maintien de l'alliance avec les communistes et tenants d'une social-démocratie à l'italienne. En 1963, le PSI accepte d'entrer au gouvernement avec la Démocratie chrétienne (DC), comme le PSDI le fera l'année suivante. L'aile gauche du PSI scissionne alors et, en 1966, PSI et PSDI se réunissent sous le nom de Parti socialiste unifié (PSU). Mais ils subissent ensuite un échec aux élections de 1968 et, en 1969, le PSDI se sépare à nouveau du PSI.
En Autriche, le Parti socialiste d'Autriche (ex Parti social-démocrate) obtient la majorité absolue en 1970 et Bruno Kreisky devient chancelier, adoptant une politique directement inspirée du modèle suédois, et recherchant le compromis social dans la lignée du pragmatisme des Allemands et des Suédois.
En France, la dénomination social-démocrate n'a jamais été adoptée par les principaux partis socialistes successifs et le modèle social-démocrate de type allemand ou scandinave ne s'impose pas, du fait de la relative faiblesse des syndicats et de leurs rapports contrastés avec les partis politiques (un Parti social-démocrate français est animé par des dissidents du Parti socialiste qui refusent le Programme commun avec le PCF ; il ne peut cependant rivaliser avec le PS et se situe au centre, en faisant partie de l'UDF). Les conceptions « social-démocrates » apparaissent encore minoritaires dans les années 1970 face à une ligne plus traditionnelle prônant la rupture avec le capitalisme. Jacques Delors, qui se définit comme proche de la social-démocratie, considère a posteriori que les conditions de l'expérience social-démocrate telle que pratiquée dans les pays scandinaves n'étaient alors pas réunies en France. Cependant, la ligne social-démocrate, incarnée entre autres par Michel Rocard, existe au sein du Parti socialiste, prônant le progrès social moins par les nationalisations que par la négociation collective et le progrès social des travailleurs et tentant de s'imposer au sein du gouvernement socialiste après 1981,.
Dans les années 1970, la crise économique consécutive aux chocs pétroliers marque le début d'une évolution profonde au sein des partis sociaux-démocrates : le keynésianisme et le système de l'État-providence apparaissent impuissants face à la dégradation de la situation économique. Cette carence des recettes traditionnelles amène à une crise de l'identité social-démocrate, qui conduit progressivement les partis à se convertir durant les années 1980-1990, de manière plus ou moins rapide et ouverte selon les pays, aux conceptions libérales en matière économique.

#### Après la guerre froide

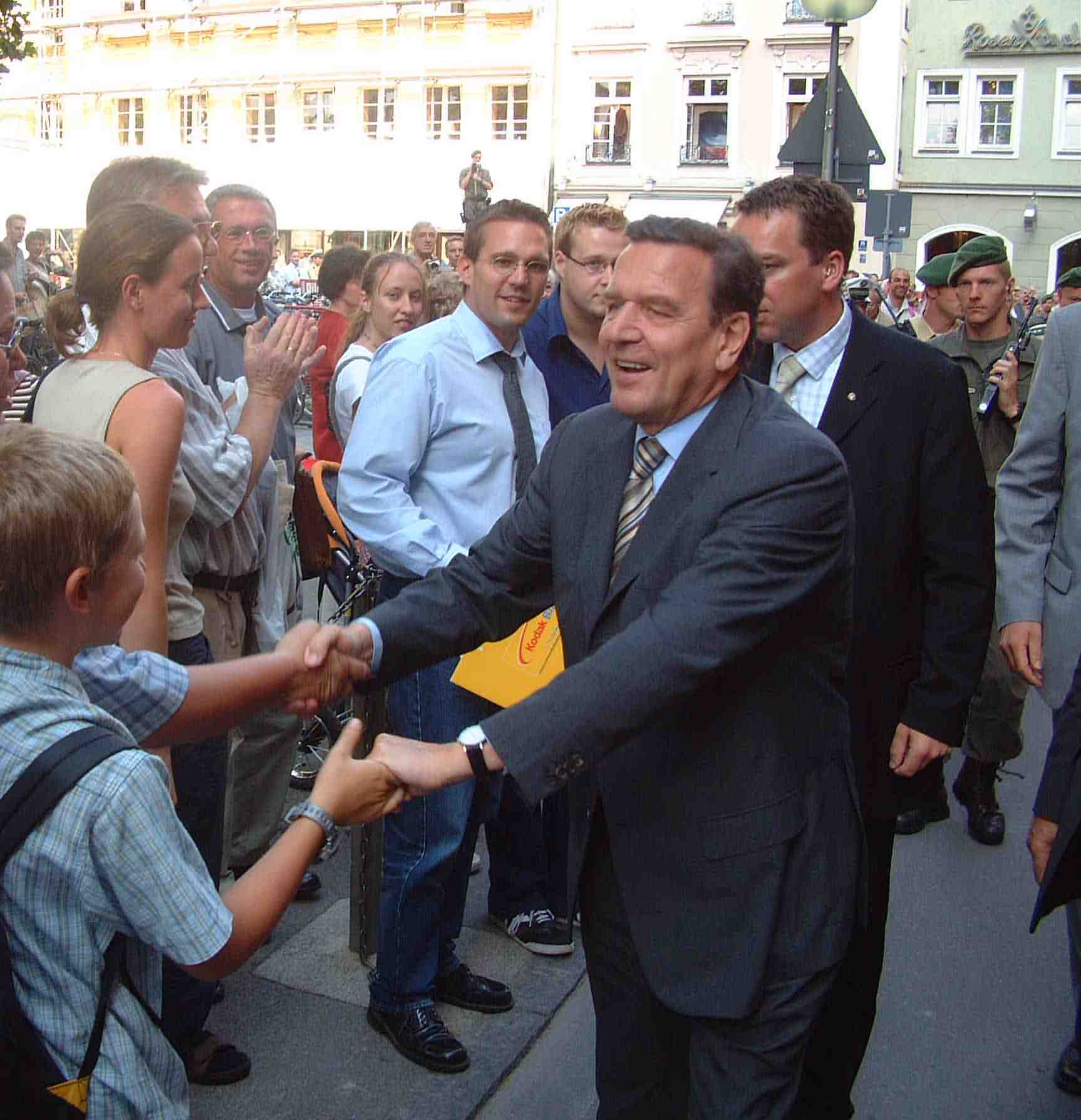
Gerhard Schröder, chancelier fédéral allemand de 1998 à 2005.

L'ensemble des partis socialistes et sociaux-démocrates européens poursuit une mue idéologique, laquelle s'accélère notamment après la chute des régimes communistes en Europe, qui libère dans plusieurs pays les socialistes de la concurrence des partis communistes sur leur gauche. Les conceptions économiquement libérales s'imposent, provoquant parfois des heurts comme en Autriche où Bruno Kreisky démissionne de son poste de président d'honneur à vie du parti. Dans le cadre de son évolution idéologique, le Parti socialiste d'Autriche reprend son ancien nom de Parti social-démocrate. Le parti qui pousse le plus loin sa conversion est le Parti travailliste britannique, où Tony Blair et son entourage mènent une réflexion idéologique de fond, qui les conduit à l'adoption d'une ligne résolument sociale-libérale, le « blairisme » s'affirmant bientôt comme l'un des principaux axes idéologiques du centre gauche européen. En Allemagne, le SPD poursuit une évolution comparable, qui se traduit par la politique suivie par Gerhard Schröder, devenu chancelier en 1998. En 1999, Blair et Schröder publient un manifeste commun fortement empreint d'idées libérales et plaidant pour « une Europe flexible et compétitive »,. Le Premier ministre français de l'époque, Lionel Jospin, se démarque de la tendance de Blair et Schröder et juge que la social-démocratie — soit le « socialisme moderne » —, si elle accepte aujourd'hui l'économie de marché « car c'est la façon la plus efficace à condition qu'elle soit régulée d'allouer les ressources, de stimuler l'initiative, de récompenser le travail », doit par contre refuser la « société de marché » : pour Lionel Jospin, le marché ne peut être le seul « animateur » de la société car « il ne produit en soi ni solidarité, ni valeurs, ni projet, ni sens » et la social-démocratie doit s'employer à défendre un ensemble de « valeurs », à savoir « justice, liberté, maîtrise collective de notre destinée, épanouissement de l'individu sans négation des réalités collectives, volonté de progrès ».
Jacques Julliard, dans Le Malheur français, pose que c'est contre cette tendance social-démocrate que se liguent les autres gauches lors du gouvernement Jospin ou du référendum de 2005 : « La haine de la réforme fédérait tous ces néo-nationalismes ; elle était le moteur inavoué de la campagne anti-Jospin qui cheminait obscurément dans les cervelles de gauche. Il importe finalement peu que les diverses candidatures, du trotskysme révolutionnaire au conservatisme radical, aient invoqué le prétexte de la lutte des classes (Laguiller), du primat du mouvement social (Besancenot), du réformisme musclé (Hue), de l'intérêt national (Chevènement), voire du féminisme antiraciste (Taubira). Toutes ces causes n'étaient que le camouflage de cet obscur objet du ressentiment : la social-démocratie ».
Le terme social-démocrate, au-delà de son usage comme nom officiel de partis politiques, tend aujourd'hui à désigner, de manière générale, une forme de centre gauche. Cette famille de pensée se définit par une alliance de « réformisme » et de « réalisme » en matière économique et sociale. Très éloignée de l'idéologie révolutionnaire, elle recherche au contraire le consensus entre les acteurs sociaux. Le quotidien Libération définit ainsi comme « social-démocrate » le programme de François Hollande, candidat à l'élection présidentielle de 2012, du fait de la volonté, tout en recherchant l'efficacité économique, de restaurer un certain rôle interventionniste de l'État et de privilégier la concertation avec les partenaires sociaux. Le 14 janvier 2014, François Hollande, alors président de la République française, revendique la qualité de « social-démocrate » — mot qu'il avait jusqu'alors évité de prononcer — au cours d'une conférence de presse durant laquelle il précise l'axe réformiste de son action à la tête de l'État.